# Shapeshifter (Gong)
Shapeshifter is het zestiende album van de Brits-Franse spacerockband Gong.

## Nummers
1. "Gnomérique" - 0:07 (Daevid Allen)
2. "Shapeshifter" - 4:53 (Daevid Allen, Didier Malherbe)
3. "Hymnalayas" - 7:38 (Daevid Allen, Keith ‘Missile’ Bailey)
4. "Dog-O-Matic" - 3:00 (D.Watkyn/ Shaymal Maïtra)
5. "Spirit with Me" (Daevid Allen,L.Ehrlich) - 2:27
6. "Mr Albert Parkin" (Graham Clark) - 0:17
7. "Raindrop Tablas" (Shaymal Maïtra) - 0:21
8. "Give My Mother a Soul Call" (Yogananda) - 4:03
9. "Heaven's Gate" - 4:49 (Daevid Allen, Keith ‘Missile’ Bailey)
10. "Snake Tablas" (Shaymal Maïtra) - 0:34
11. "Loli" (Daevid Allen, Graham Clark) - 5:09
12. "Là-Bas Là-Bas" - 4:06 (C.Couture/ Daevid Allen)
13. "I Gotta Donkey" (Daevid Allen) - 2:12
14. "Can You : You Can" (Didier Malherbe) - 9:09
15. "Confiture de Rhubarbier" - 1:18 (Pip Pyle)
16. "Parkin Triumphant" (Graham Clark) - 0:06
17. "Longhaired Tablas" - 0:14 (Shaymal Maïtra)
18. "Éléphant la Tête" - 4:41 (Didier Malherbe, Shaymal Maïtra)
19. "Mother's Gone" - 1:12 (Daevid Allen)
20. "Éléphant la Cuisse" - 3:26 (Didier Malherbe, Graham Clark)
21. "White Doves" (Viraj/Sunsinger) - 5:24
22. "Gnomoutro" (Daevid Allen) - 0:27

## Bezetting
- Daevid Allen - zang, gitaar
- Didier Malherbe - saxofoon, dwarsfluit, synthesizer
- Graham Clark - viool, achtergrondzang
- Keith 'Missile' Bailey - basgitaar
- Pip Pyle - slagwerk
- Shaymal Maïtra - tablas, percussie

Met medewerking van:
- Charlie Couture - zang
- Mark Robson - keyboard, zang
- Thom The Poet - poëzie
- Alain 'Loy' Ehrlich - keyboard, kora